# Sarah Choate Sears

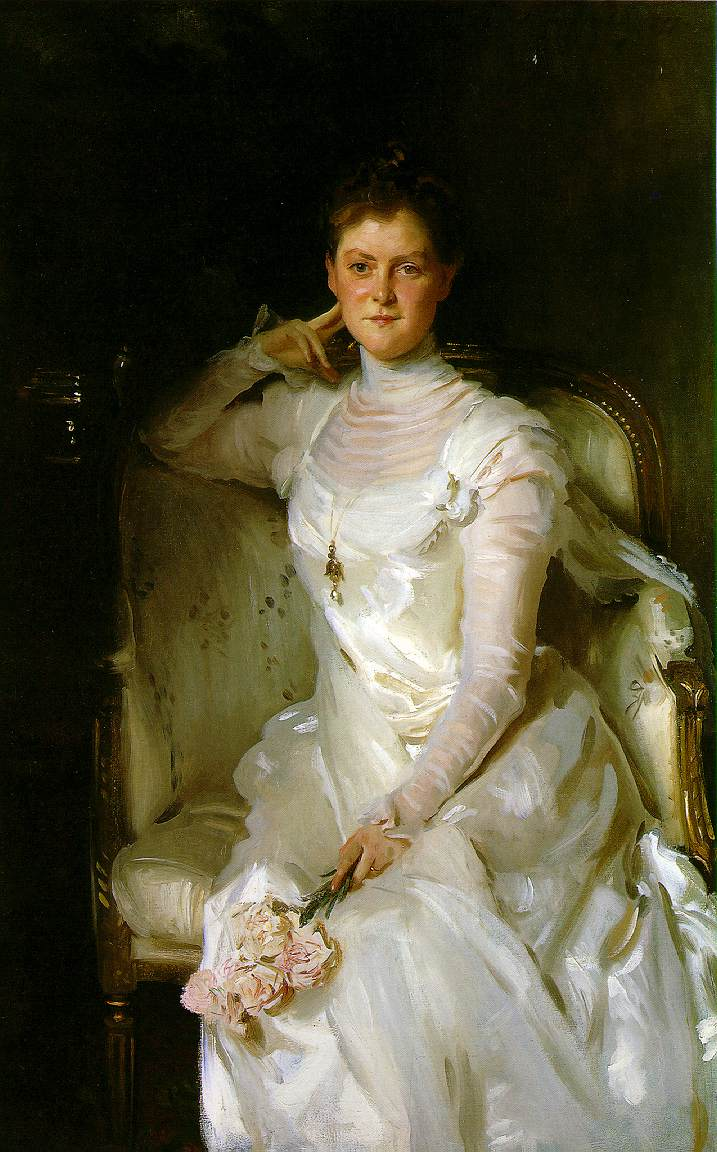
Portret van Sarah Choate Sears door John Singer Sargent, 1889.

Sarah Choate Sears, geboren Sarah Carlisle Choate, (Cambridge, Massachusetts, 5 mei 1858 – Gouldsboro, Maine, 25 september 1935) was een Amerikaans kunstschilderes, fotografe, kunstverzamelaarster en mecenas.

## Leven en werk
Choate werd geboren in een vooraanstaande familie en studeerde kunstschilderen aan de Cowles Art School in Boston en later bij het Museum of Fine Arts. In 1877 huwde ze de vastgoedmagnaat Joshua Montgomery Sears (1854–1905), een van de rijkste mannen van Boston. Daardoor kon ze een luxueus leven leiden en vaak hield ze ook salon. Ondertussen ging ze wel door met schilderen en exposeerde onder andere werken in waterverf op de World's Columbian Exposition in Chicago (1893), de Exposition Universelle (1900) in Parijs (1900), de Pan American Exposition in Buffalo (1901) en de Louisiana Purchase Exposition in Saint Louis (1904).
Rond 1890 begin Sears te experimenteren met fotografie. In 1892 trokken haar portretten de aandacht van de bekende Bostonse fotograaf Fred Holland Day, die haar werk breed onder de aandacht bracht, ook internationaal. Ze fotografeerde vooral veel mensen uit de kunstwereld, vooral ook componisten die veelvuldig haar salon bezochten, zoals Ignacy Jan Paderewski, Serge Koussevitzky en sopraan Nellie Melba. In 1899 hield ze een solo-expositie bij de Boston Camera Club en in 1900 exposeerde ze met enkele prints op een grote expositie van Frances Benjamin Johnston in Parijs. Ze werd lid van de vooraanstaande Engelse fotografievereniging Linked Ring en Alfred Stieglitz’s Photo-Secession in New York.
In 1904 stopte ze met werken om meer aandacht te geven aan haar familie. Toen haar man echter een jaar later overleed maakte ze een lange reis door Europa met haar levenslange vriendin Mary Cassatt en Gertrude Stein, tijdens welke ze vaak verkeerde in vooraanstaande kunstenaarskringen en veel kunst verzamelde, vooral impressionistische werken, onder andere van Degas en Manet. Later liet ze zich bij het verzamelen ook vaak adviseren door Stieglitz en kocht onder andere werken aan van Maurice Prendergast, Arthur B. Davies, Paul Cézanne, Georges Braque en Henri Matisse.
In 1907 publiceerde ze twee portretten in Stieglitz' bekende fototijdschrift Camera Work, maar rond die tijd was haar interesse en activiteit in fotografie al behoorlijk afgenomen. Wel bleef ze tot op late leeftijd schilderen.
Sears overleed in 1935, op 77-jarige leeftijd. Als kunstenares is ze vooral bekend gebleven door haar fotowerk. Diverse werken uit haar kunstverzameling werden na haar dood door de familie gedoneerd aan musea, waaronder Manets De straatzangeres, nu in het Museum of Fine Arts in Boston.

## Galerij

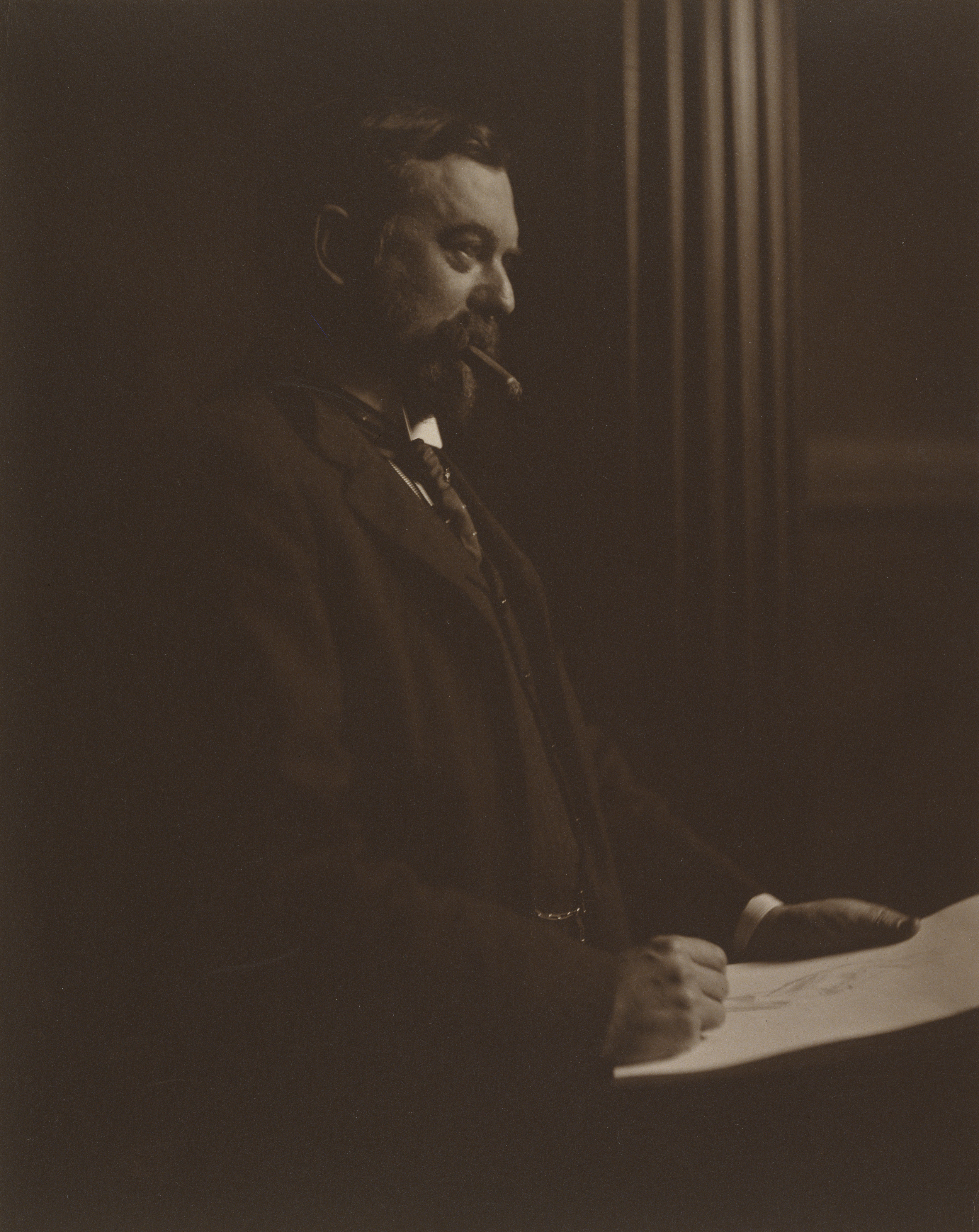
Portret van John Singer Sargent
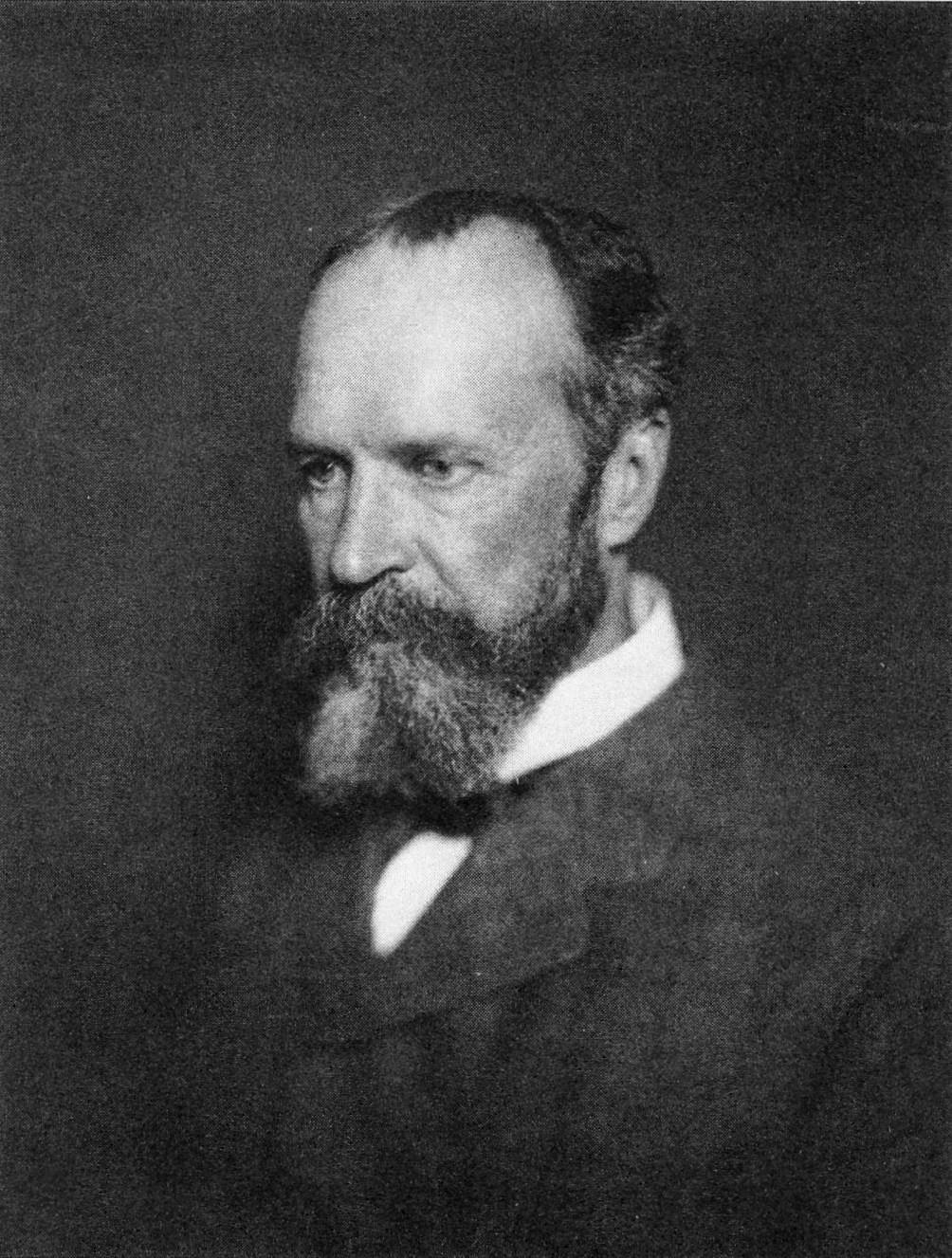
William James
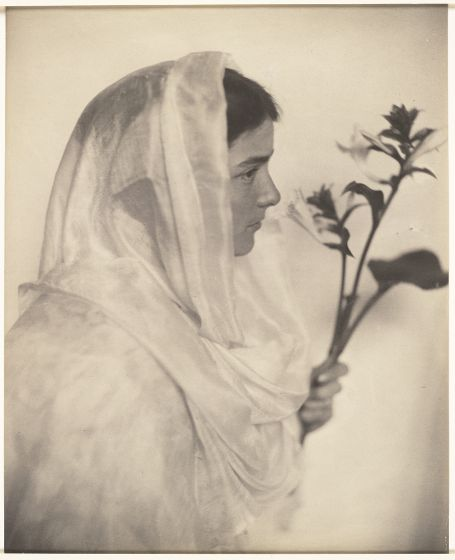
Young woman with lillies
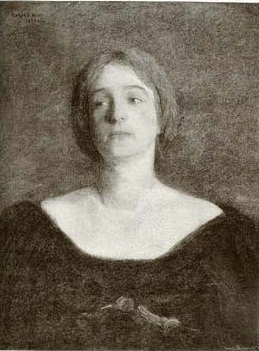
Ramona, Spanish girl
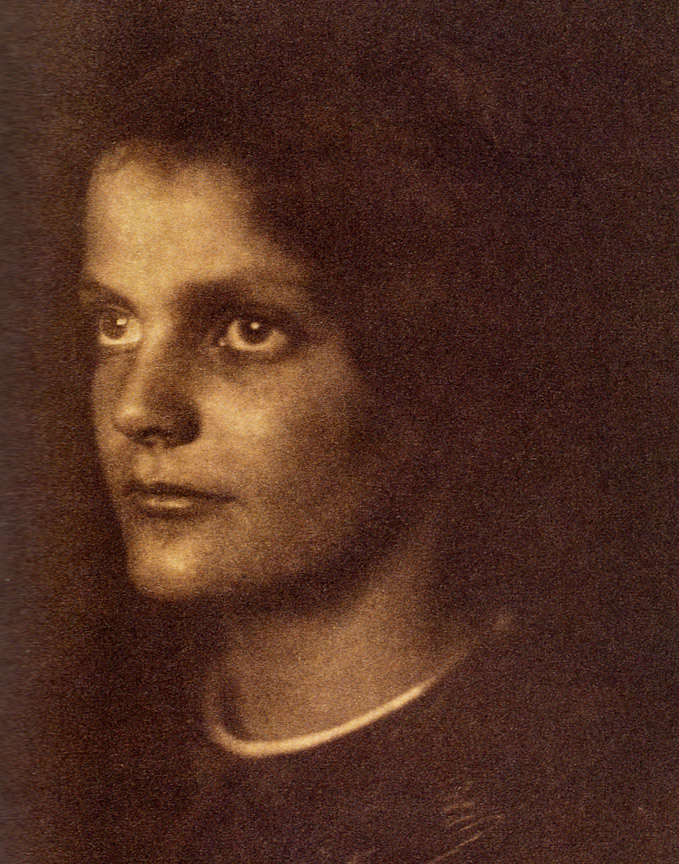
Mary, Camera Work, 1907